# Žabeň
Žabeň (deutsch Schaben) ist eine Gemeinde mit 604 Einwohnern in Tschechien. Sie liegt in Nordostmähren fünf Kilometer nordwestlich von Frýdek-Místek und gehört zum Okres Frýdek-Místek.

## Geographie
Das Dorf erstreckt sich in 266 m ü. M. links der Ostrawitza an deren Zufluss Olešná. Nachbarorte sind Paskov und Řepiště im Norden, Lískovec im Osten, Frýdek-Místek, Sviadnov und Staříč im Süden sowie Brušperk im Westen. Nordwestlich liegen die Schacht- und Aufbereitungsanlagen der stillgelegten Steinkohlengrube Staříč.

## Geschichte
Die erste urkundliche Erwähnung stammt von 1460, darin wurde das Dorf als Teil des Paskover Lehns des Bistums Olmütz genannt. Es wird vermutet, dass Žabeň mit dem von 1395 bis ins 15. Jahrhundert belegbaren Dorf Malý Sviadnov identisch ist.
1838 errichteten die Bewohner bei der Naisermühle eine Kapelle, die dem Hl. Fabian und Sebastian geweiht wurde. 1904 entstand die Dorfschule.

## Sehenswürdigkeiten
- St. Florian-Kapelle
- Im Ort steht eine 22 m hohe Eiche mit einem Stammumfang von 3,95 m. Sie wurde 1991 zum Naturdenkmal erklärt.